# Бисериканы
Бисериканы (рум. Bisericani, Бисерикань) — село в Глодянском районе Молдавии. Наряду с сёлами Кухнешты, Кот, Мовилены и Сергиены входит в состав коммуны Кухнешты.

## География
Село расположено на высоте 55 метров над уровнем моря.

## Население
По данным переписи населения 2004 года, в селе Бисерикань проживает 190 человек (91 мужчина, 99 женщин).
Этнический состав села:
| Национальность | Число жителей | Процентный состав |
| -------------- | ------------- | ----------------- |
| молдаване      | 183           | 96.32             |
| украинцы       | 3             | 1.58              |
| русские        | 3             | 1.58              |
| румыны         | 1             | 0.53              |
| Всего          | 190           | 100%              |